# Прециосиссимо-Сангуэ-ди-Ностро-Синьоре-Джезу-Кристо (титулярная церковь)
Титулярная церковь Прециосиссимо-Сангуэ-ди-Ностро-Синьоре-Джезу-Кристо (лат. Titulus Pretiosissimi Sanguinis Domini Nostri Iesu Christi) — титулярная церковь была создана Папой Бенедиктом XVI 20 ноября 2007 года буллой «Purpuratis Patribus». Титул принадлежит приходской церкви Прециосиссимо-Сангуэ-ди-Ностро-Синьоре-Джезу-Кристо, расположенной в квартале Рима Тор ди Квинто, в 15-м муниципалитете Рима, на виа Фламиния.

## Список кардиналов-священников титулярной церкви Прециосиссимо-Сангуэ-ди-Ностро-Синьоре-Джезу-Кристо
- Джон Нджуэ — (24 ноября 2007 — по настоящее время).